# Wilton Veras
Wilton Andrés Veras (Montecristi, 19 de enero de 1978) es un ex tercera base dominicano que jugó en la Liga Mayor de Béisbol por dos temporadas 1999 y 2000 con los Medias Rojas de Boston.
Durante su carrera en las mayores, Veras fue un bateador de .262 con dos jonrones y 27 carreras impulsadas en 85 juegos, incluyendo 35 carreras anotadas, 12 dobles y dos triples.
Veras también jugó en el sistema de ligas menores de los Medias Rojas y los Cerveceros de Milwaukee (1995-2003), para los New Jersey Jackals de la Canadian American Association of Professional Baseball (2004/2006-2007), Dorados de Chihuahua de la Liga Mexicana (2008), Cobras Macoto (2005), y Ballenas Chinatrust (2008), y Toros Sinon (2009-10) de la CPBL. En 12 temporadas en ligas menores, bateó para .272 con 67 jonrones y 570 carreras impulsadas en 1,163 partidos.
Su última aparición profesional fue con los Rieleros de Empalme en la Liga Norte de México.